# 미러볼 (가수)
미러볼(본명: 김부성, ~)은 대한민국의 순순희멤버이자 2018년 순순희 디지털 싱글 앨범 참 많이 사랑했다로 데뷔했다.

## 공연
- 2019년 오즈홀 《순순희 1st 콘서트 - 부산》

## 앨범
- 2021년 《해운대》
- 2021년 《큰일이다》
- 2021년 《전부 다 주지말걸》
- 2020년 《불공평》
- 2020년 《서면역에서》
- 2019년 《광안대교》
- 2019년 《그런거 있잖아》
- 2018년 《참 많이 사랑했다》
- 2018년 《많이 아파》
- 2018년 《모두 잠든 그 시간, 널 생각한다》